# Шмига Тетяна Іванівна
Тетяна Іванівна Шмига (рос. Татьяна Ивановна Шмыга; *31 грудня 1928, Москва — †3 лютого 2011, Москва) — радянська і російська співачка (ліричне сопрано), акторка оперети, театру і кіно, народна артистка СРСР (1978), лауреатка Державної премії РРФСР ім. Глінки (1974).

## Біографія

### Дитинство
Народилася 31 грудня 1928 року в Москві. Батько — Іван Артемович Шмига (1899—1982). Мати — Зінаїда Григорівна Шмига (1908—1975). Батьки Тетяни були інтелігентними людьми, любили театр, слухали Лещенка і Утьосова, вечорами влаштовували домашні бали.
Поклик до кар'єри співачки у юної Тані виявилася не відразу — спочатку Шмига мріяла стати юристкою, однак тяга до пісень і танців взяла гору над інтересом до юриспруденції, і Таня почала брати уроки співу.

### Кар'єра
У 1947 році Шмига вступила у Музично-театральне училище ім. Глазунова, де провчилася чотири роки. У 1953 році закінчила ГІТІС ім. А. В. Луначарського за класом співу у Д. Б. Білявського, акторську майстерність вивчала у класі у І. М. Туманова. Відразу ж після закінчення інституту її прийняли в трупу Московського театру оперети. Її першою роллю була Віолетта у виставі «Фіалки Монмартра», від початку роботи у театрі талант співачки був помічений. Лише присутності її імені на афіші вистачало, щоб заповнити зал.
Після Віолетти співачка виконувала партії Аделі в «Кажані», Валентини у «Веселій вдові» та Анжели в «Графі Люксембурзі». У 1969 році Шмига виступила в новій постановці «Фіалки Монмартра», але вже в ролі «зірки Монмартра», примадонни Нінон. Знаменита «Карамболіна» на довгі роки стала візитною карткою акторки. У лютому 1965 в театрі пройшла перша прем'єра мюзиклу «Моя прекрасна леді» Ф. Лоу за п'єсою Б. Шоу «Пігмаліон», де вона зіграла роль Елізи Дулітл.
У 1962 році Тетяна Шмига вперше знялася в кіно. У фільмі режисера Ельдара Рязанова «Гусарська балада» вона зіграла епізодичну роль французької акторки Луїзи Жермон.
Найкращі ролі в Московському театрі оперети, які часто вона виконувала першою, були пов'язані з творами радянських авторів: Тоня («Біла акація» І. Дунаєвського), Чаніта, Глорія і Марфа («Поцілунок Чаніти», «Цирк запалює вогні» і «Дівочий переполох» Ю. Мілютіна), Любаша («Севастопольський вальс» К. Листова), Галя («Конкурс краси» О. Долуханяна), Роксана («Несамовитий гасконець» К. Караєва), Зюка («Нехай гітара грає» О. Фельцмана), Любов Ярова («Товариш Любов» В. Ільїна), Самаріна («Панове артисти» М. Зєєва), Діана, Джулія Ламберт, Катрін, Джейн («Еспаньйола», «Джулія Ламберт», «Катрін», «Джейн» — всі А. Кремера). Також виконувала деякі головні ролі в оперетах західно-європейських композиторів: крім згаданих, Герцогині Герольштейнської («Велика герцогиня Герольштейнська» Ж. Оффенбаха).
Тетяну Шмигу вважали еталоном краси, еталоном класичної опери, улюбленицею публіки. Без неї не обходився жоден кремлівський концерт.

### Сім'я
Тетяна Шмига була одружена тричі.
Перший чоловік, Рудольф Борецький (нар. 1930) — професор кафедри телебачення і радіомовлення факультету журналістики МДУ; доктор філологічних наук. Один з творців науково-популярного, інформаційного та молодіжного телебачення («Теленовини», програми «Знання», «В ефірі — молодість» та ін.)
Другий чоловік, Володимир Канделакі (1908—1994) — радянський співак (бас-баритон) і режисер, соліст Музичного театру ім. К. С. Станіславського і В. І. Немировича-Данченка (1929—1994). Також виступав і ставив спектаклі в московському Театрі оперети, згодом його головний режисер (1954—1964).
Останній чоловік (вдівець), Анатолій Кремер (нар. 1933) — композитор, працював головним диригентом у Театрі сатири. Автор музики до численних вистав та фільмів. Музичні комедії «Еспаньйола, або Лопе де Вега підказав», «Катрін», «Джулія Ламберт» і «Джейн» були написані спеціально для Т. І. Шмиги, деякі з успіхом йшли в театрі «Московська оперета». Вони були разом понад 30 років.
Дітей не мала.

### Останні роки
Майже до кінця життя зберігала чудову форму. На сцені останній раз виступала в день свого 80-річчя. Перед смертю рік не виходила з дому. Перенесла чотири операції, через хворобу судин перенесла ампутацію ноги, про це ніхто не знав. Тетяна Шмига померла у реанімації на руках у свого чоловіка композитора Анатолія Кремера.

## Нагороди та премії
У 1961 році Тетяна Шмига стала Заслуженою артисткою РРФСР, у листопаді 1969 року співачці було присвоєно почесне звання Народної артистки РРФСР. Тетяна Шмига — єдина в Росії акторка оперети, яка отримала звання «Народна артистка СРСР» (1978). Вона удостоєна Державної премії РРФСР ім. М. І. Глінки, нагороджена орденами «Знак Пошани», «Трудового Червоного Прапора» та «За заслуги перед Вітчизною» III ступеня.

## Фільмографія
- 1959 — Композитор Імре Кальман (фільм-спектакль)
- 1962 — Гусарська балада — Жермен
- 1962 — Композитор Ісак Дунаєвський (фільм-спектакль) — Пепіта, Тося
- 1963 — Мелодії Дунаєвського (документальний)
- 1965 — У першу годину
- 1967 — Біла ніч (фільм-спектакль) — Дар'я Ланська
- 1969 — Викрадення
- 1970 — Експеримент
- 1974 — Бенефіс Савелія Крамарова (фільм-спектакль)
- 1975 — Дівочий переполох (фільм-спектакль) — Марфа
- 1977 — Еспаньйола, або Лопе де Вега підказав … (фільм-спектакль)
- 1983 — Десь в губернському саду
- 1983 — Дещо з губернського життя — примадонна
- 1985 — Вас запрошує оперета
- 1997 — Зоряна ніч у Камергерському